# Ala Parthorum (Germania)
Die Ala Parthorum [veterana] (deutsch Ala der Parther [die Altgediente]) war eine römische Auxiliareinheit. Sie ist durch Inschriften belegt. Die Ala ist vermutlich mit der Ala Parthorum et Araborum identisch, die in zwei Inschriften aufgeführt wird.

## Namensbestandteile
- Ala: Die Ala war eine Reitereinheit der Auxiliartruppen in der römischen Armee.

- Parthorum: der Parther. Die Soldaten der Ala wurden bei Aufstellung der Einheit aus dem Volk der Parther rekrutiert.

- veterana: die Altgediente. Vermutlich waren zwei Einheiten mit der Bezeichnung Ala Parthorum zu einem unbekannten Zeitpunkt in der Provinz Germania stationiert. Zur Unterscheidung erhielt die dienstälteste Einheit den Zusatz veterana.[2][A 1] Der Zusatz kommt in einer Inschrift[3] vor, die auf einem Silberring eingraviert ist.

- Parthorum et Araborum: der Parther und Araber. Diese Bezeichnung kommt in zwei Inschriften[1] vor.

Da es keine Hinweise auf den Namenszusatz milliaria (1000 Mann) gibt, war die Einheit eine Ala quingenaria. Die Sollstärke der Ala lag bei 480 Mann, bestehend aus 16 Turmae mit jeweils 30 Reitern.

## Geschichte

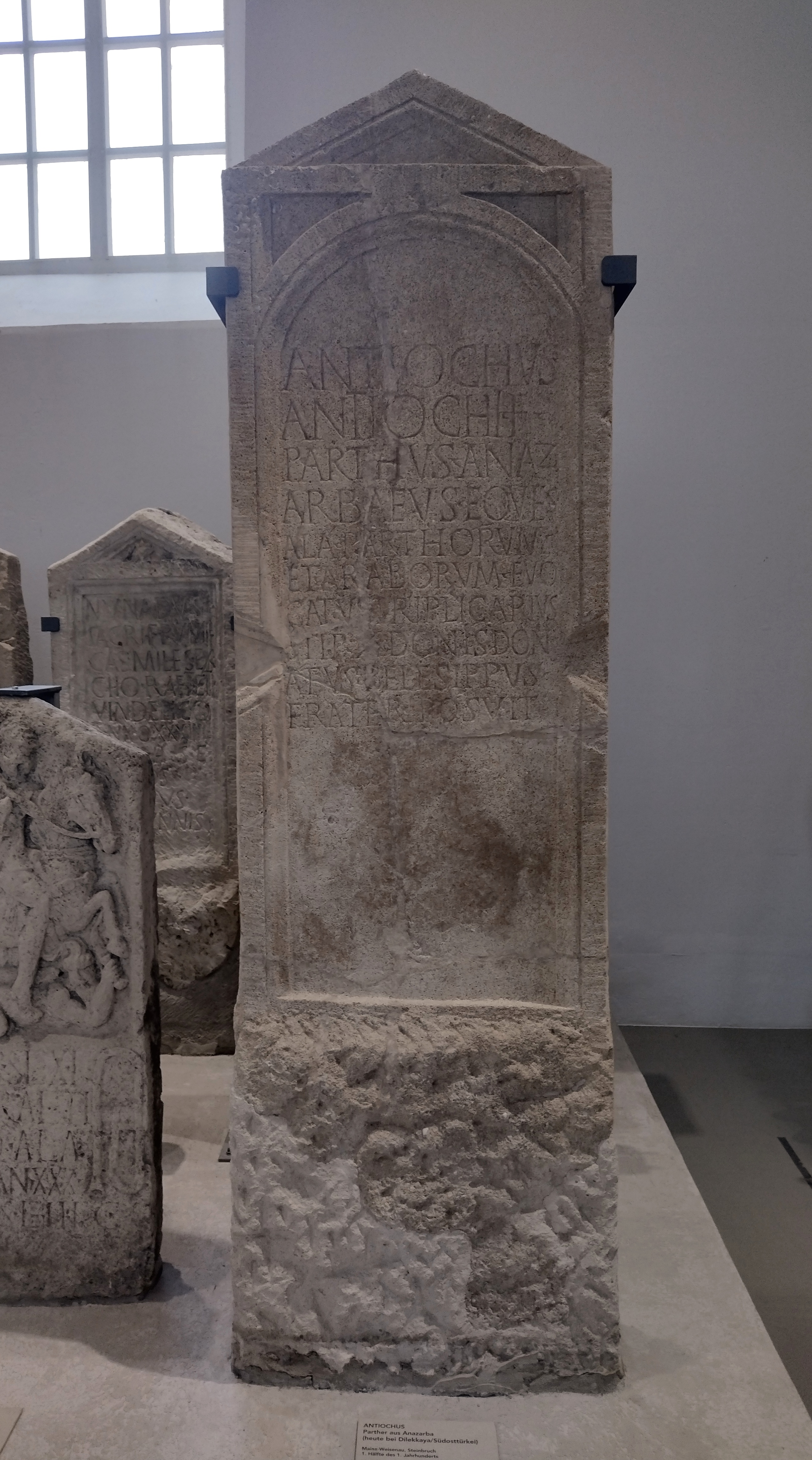
Grabstein des Reiters Antiochus aus Anazarbos, der in der Ala Parthorum diente; 1. Hälfte des 1. Jahrhunderts, gefunden in Mainz-Weisenau, heute in der Steinhalle des Landesmuseums Mainz

Die Ala war in Germania stationiert. Sie ist auf mehreren Inschriften aufgeführt, die in den Provinzen Germania inferior und Germania superior gefunden wurden.
Ein Reiterregiment aus Parthern wurde vermutlich bereits unter Augustus aufgestellt. Der Althistoriker Géza Alföldy (1935–2011) legte dar, dass die älteste bekannte Inschrift der Ala Parthorum aus Dalmatien stammt. Sie wurde in Klis bei Salona geborgen. Die Namensgebung des genannten Offiziers, der eine Ala Parthorum führte, stammt offensichtlich aus der Frühzeit des Prinzipates. Margarete Karras-Klapproth datierte die Inschrift 1988 „ungefähr“ in die Zeit um Christi Geburt und erwähnte, dass der genannte Offizier nicht wie sein genannter Vater Tiridates einen parthischen, sondern bereits den römischen Namen Gaius Julius trug. Er hatte wohl von Augustus bereits das römische Bürgerrecht zugesprochen bekommen. Alföldy legt weiter dar, dass das Regiment zunächst aus parthischen Flüchtlingen bestand, die ihren ersten Einsatz während des pannonisch-dalmatischen Aufstandes unter Tiberius um 6 bis 9 n. Chr. in Dalmatien erlebten. Der Archäologe Werner Zanier konnte sich 1988 vorstellen, dass die Ala Parthorum et Araborum sag. während der erfolgreichen Niederschlagung des Aufstands in Straznica dreiflügelige Pfeilspitzen abgeschossen haben könnte. Römische Spitzen dieses Typs wurden dort gefunden. Zanier nannte jedoch keine Quelle aus der hervorging, dass das Regiment zu diesem Zeitpunkt eine gemischte Truppe aus Parthern und Arabern war.
Eine nachweislich gemischte Einheit aus Parthern und Arabern wurde etwas später in der Provinz Germania Superior stationiert. Hier starb wohl – nach Walburg Boppert – noch in julisch-claudischer Zeit (spätestens 68 n. Chr.) der Reiter Antiochus in Mogontiacum (Mainz). Sein Stein wurde 1970 an der Westgrenze des zum Auxiliarlager gehörenden Vicus entdeckt. Neben der Grabstele des Antiochus ist noch der Grabstein des Maris, Sohn des Casitis, erhalten geblieben, der als weiterer Beleg für die Existenz dieser Einheit in Mainz gilt. Da der zweite Stein sekundäre Verwendung als Sargdeckel fand, ist sein ursprüngliche Standort in Mainz nicht mehr bekannt. Boppert datiert diese Inschrift in die Regierungszeit des Kaisers Tiberius (14–37 n. Chr.). Beide Inschriften nennen ausdrücklich eine gemischte Einheit aus Parthern und Arabern die in Germanien nur für den Garnisonsort Mainz belegt ist.
In Novaesium (Neuss) wurde ein silberner Fingerring mit Widmungsinschrift gefunden, der im ersten Jahrhundert n. Chr. einem Angehörigen der Ala Parthorum veterana gehörte. Im Gegensatz zur überwiegenden Zahl der Wissenschaftler verstand Spaul die auf dem Ring genannte Abkürzung vet nicht als veterana, sondern als Vetera, das neben Neuss ein weiterer wichtiger Garnisonsort war. Ob ein einzelner Ring jedoch die Gegenwart eines Regiments bezeugen kann, ist zumindest zu überdenken. Die Ala Parthorum veterana wird ausschließlich auf dem Neusser Ring genannt.
Ausgrabungen im ehemaligen nordspanischen Lager der Legio IIII Macedonica in Pisoraca (Herrera de Pisuerga) bezeugen, das nach der Auflassung des Legionslagers auf dem ehemaligen Kasernengelände während der Regierungszeit des Kaisers Nero (54–68) ein neuer Garnisonsort für eine Ala Parthorum errichtet wurde. Darauf weisen Ziegelstempel dieser Einheit sowie archäologische Funde hin.

## Standorte
Standorte der Ala in Hispania Tarraconensis waren möglicherweise:
- Pisoraca (Herrera de Pisuerga): Ziegel mit den Stempeln ALA PART (HEp 1997, 561), A PARTH (HEp 1997, 562) und ALA P (HEp 1997, 563) wurden hier gefunden.

## Angehörige der Ala
Folgende Angehörige der Ala sind bekannt:

### Kommandeure
| - L(ucius) Paconius Proculus, ein Präfekt (CIL 6, 32933) | - P(ublius) Vibius Rufus (CIL 13, 10024,035) |

### Sonstige
| - Antiochus Parthus, ein Reiter, Evocatus Triplicarius (AE 1976, 495) - Aurelius Exoratus, ein Decurio (um 222/235) (CIL 8, 21720); er war auch Praepositus der Cohors II Sardorum. - Aurelius (P)ro[xi]mus, ein Reiter (CIL 8, 9838) - C(aius) Iul(ius), ein Decurio (CIL 3, 8746) - Iunius C[res]cens, ein Reiter (um 355) (CIL 8, 21629) - L(ucius) Domitius Felix, ein ehemaliger Decurio (CIL 8, 21064) | - M(arcus) A(urelius) Abs[e]us, ein Veteran und ehemaliger Decurio (AE 1988, 1124) - M(arcus) Silicius Catus, ein Soldat (CIL 8, 21619) - Maris, ein Reiter (AE 1959, 188) - Rufinus, ein Soldat (AE 1976, 746) - Vartagnis, ein Decurio (AE 1959, 188) |